# Операція «Ентеббе» (фільм)
«Операція „Ентеббе“» (англ. Entebbe) — кримінальний трилер 2018 року. Світова прем'єра стрічки відбулась 19 лютого 2018 року на 68-му Берлінському міжнародному кінофестивалі, де вона брала участь в позаконкурсній програмі. Прем'єра фільму в Україні відбулась 5 квітня 2018 року.

## У ролях
| Актор              | Роль              |
| ------------------ | ----------------- |
| Розамунд Пайк      | Брігітте Кюльманн |
| Даніель Брюль      | Вільфрід Бюза     |
| Ліор Ашкеназі      | Іцхак Рабин       |
| Марк Іванір        | Мордехай Гур      |
| Венсан Кассель     |                   |
| Едді Марсан        | Шимон Перес       |
| Бен Шнетцер        | Зеєв Хірш         |
| Пітер Салліван     | Амос              |
| Андреа Дек         | Патрісія Мартель  |
| Бронтіс Ходоровскі | Мічел Бакос       |
| Анхель Бонанні     | Йонатан Нетан'яху |
| Нонсо Анозі        | Іді Амін          |
| Вінсент Ріотта     | Дан Шомрон        |
| Їфтах Клейн        | Егуд Барак        |
| Наталі Стоун       | Лія Рабін         |

## Створення фільму

### Виробництво
Більшу частину кінострічки було знято на Мальті, зокрема в Міжнародному аеропорті.

### Знімальна група
- Кінорежисер — Жозе Паділья
- Сценарист — Грегорі Берк
- Кінопродюсери — Тім Біван, Ліза Чейсін, Ерік Феллнер, Рон Голперн, Кейт Соломон, Мішель Райт
- Композитор — Родріго Амаранте
- Кінооператор — Лула Карвалью
- Кіномонтаж — Даніель Резенде
- Художник-постановник — Кейв Квінн
- Артдиректор — Чарло Даллі
- Художник з костюмів — Біна Дайджелер
- Художник-декоратор — Стелла Фокс
- Підбір акторів — Фіона Вейр[4].

## Сприйняття і критика
- Видання «Голлівудський репортер» за підсумками 2018 року включило «Операцію „Ентеббе“» у свій антирейтинг найгірших фільмів (8 місце).[5]